# Az-Zamalik
Az-Zamalik (arab. الزمالك, ang. Zamalek) – wyspa i dzielnica stolicy Egiptu, Kairu.
Wyspa Zamalik (Dżazirat az-Zamalik) jest jedną z dwóch wysp na Nilu, które są częścią miasta stołecznego Kairu; druga to Dżazirat ar-Rauda, na której mieści się dzielnica El-Manial.
Az-Zamalik jest gęsto zaludnioną dzielnicą mieszkaniową i handlową. Na terenie wyspy znajduje się dużo ambasad, m.in. Rzeczypospolitej Polskiej. Sporo firm międzynarodowych ma tutaj swoje siedziby. Na wyspie istnieje Wieża Kairska oraz wiele hoteli.
Cudzoziemcy są na ogół zgrupowani w najbogatszej części wyspy. Znajdują się tutaj również akademiki Uniwersytetu Amerykańskiego (ang. American University in Cairo, AUC). Edward Said, palestyński teoretyk literatury, mieszkał w Zamaliku przez kilka lat.
Południowa część wyspy jest również znana jako Dżazira („Wyspa”). Znajdują się tu hotele, Opera Kairska i znany country club.